# Медресе Саид Камол
Медресе Саид Камол (Саид Камол-бий, Абдурасул-карвонбоши) (узб. Said Kamol madrasasi) — медресе в историческом центре Бухары (Узбекистан), воздвигнутое в 1864—1865 годах при узбекском правителе Музаффаре (1860–1885) на средства главы крупных бухарских купцов-оптовиков — Абдурасул-карвонбоши. Саид Камол, имя которого носит медресе, был сыном донатора строительства. Впервые упоминается в вакуфной грамоте 1873/74 года. Расположено на улице им. Бахоуддина Накшбанда махалли «Кукалдош».
Ныне архитектурный памятник входит в «Национальный перечень объектов недвижимости материального культурного наследия Узбекистана». В настоящее время в нём расположена гостиница «Амулет».